# Tanja de Jonge

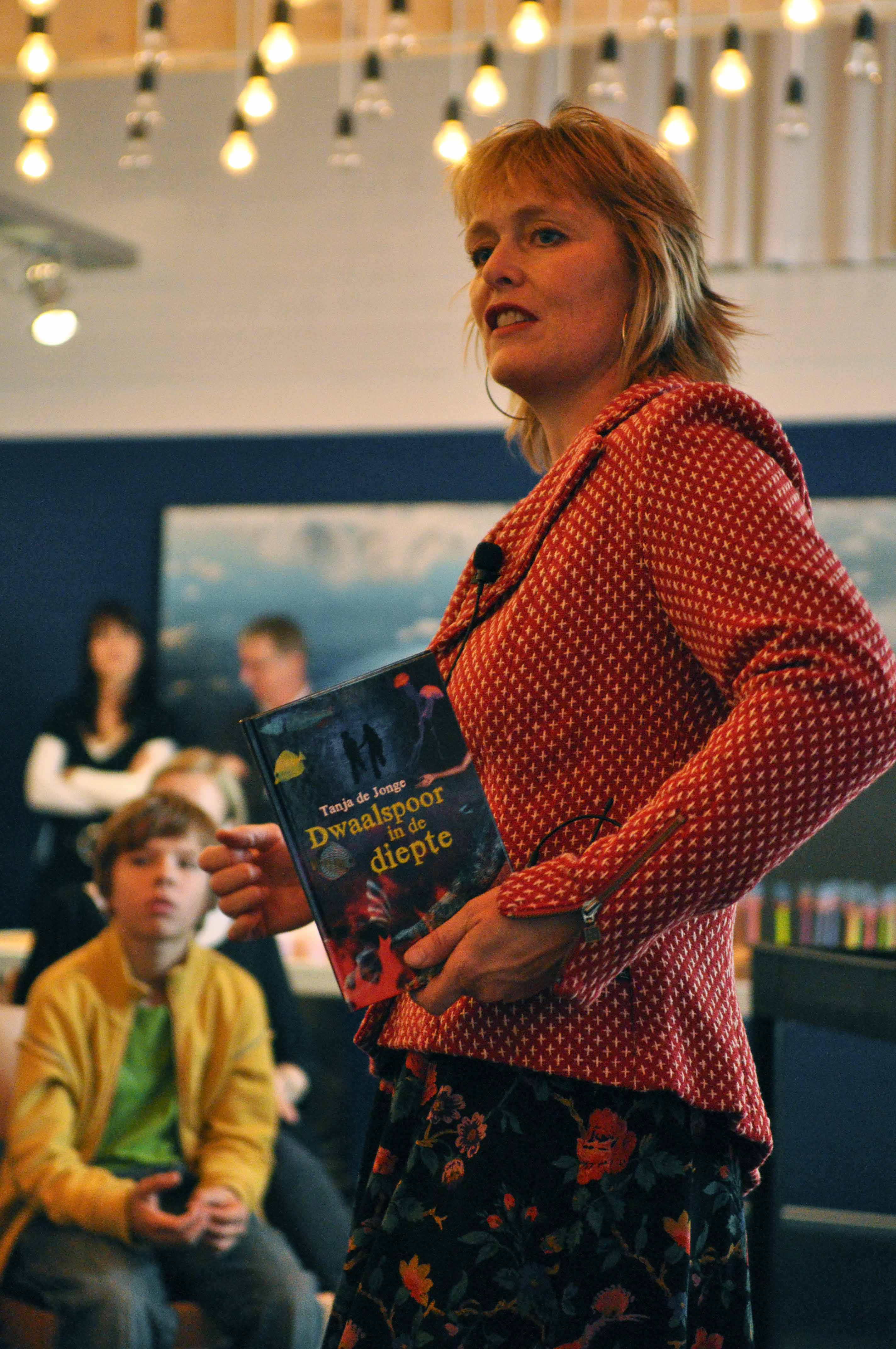
Tanja de Jonge tijdens de boekpresentatie van Dwaalspoor in de diepte.

Tanja de Jonge (Uden, 6 maart 1968) is een Nederlandse kinderboekenschrijfster.

## Loopbaan
De Jonge was werkzaam als docente Nederlands en theatervormgeefster voor zij ging werken als educatief medewerker bij de Openbare bibliotheek in Hoorn. In 2003 publiceerde ze haar eerste kinderverhalen in Het geluidenboek, dat werd uitgegeven door uitgeverij Bruna. Sinds 2009 schrijft ze voor de zogenoemde aanvankelijk-leesboeken van de Gestreepte boekjes-reeks van Pica Educatief. Daarnaast verscheen, in september 2009, haar jeugdroman Dwaalspoor in de diepte bij Uitgeverij Holland.
Tijdens Nederland Leest Junior 2017 stond haar boek Cyberboy centraal. 